# Cung thúc Đoàn
Cung thúc Đoàn (chữ Hán: 共叔段, ?-722 TCN), hay còn gọi là Thái thúc Đoàn (大叔段), tên thật là Cơ Đoàn (姬段) là tông thất của nước Trịnh thời Xuân Thu trong lịch sử Trung Quốc.

## Thụ phong ở đất Kinh
Cơ Đoàn là con trai thứ của Trịnh Vũ công, vua thứ hai của nước Trịnh với Vũ Khương, con gái quan Thân hầu, em trai của Trịnh Trang công Cơ Ngụ Sinh, vua thứ ba của nước Trịnh. Chưa rõ năm sinh của Cơ Đoàn, nhưng có thể tạm đoán là ông ra đời sau năm 757 TCN (năm sinh của Trịnh Trang công).
Khi mẹ ông là Vũ Khương mang thai Ngụ Sinh, thai bị nằm ngang đẻ rất đau và suýt chết nên bà không thích Ngụ Sinh. Còn Cơ Đoàn sinh sau rất được Vũ Khương yêu mến. Vũ Khương nhiều lần khuyên Vũ công bỏ Ngụ Sinh để lập Đoàn làm thế tử, song Vũ công cho rằng Ngụ Sinh chưa phạm lỗi gì không thể làm chuyện phế lập được.
Năm 744 TCN, Trịnh Vũ công ốm nặng, Vũ Khương lại khuyên Vũ công cho Đoàn nối ngôi nhưng vẫn không được chấp thuận. Ít lâu sau, Trịnh Vũ công qua đời, Ngụ Sinh lên kế vị, tức là Trịnh Trang công.
Sau khi vua anh tức vị, mẹ ông là Vũ Khương vẫn chưa từ bỏ ý định, bèn bảo Trang công phong cho Đoàn ở ấp Kinh là ấp lớn của nước Trịnh, nguyên thuộc nước Đông Quắc đã bị Trịnh diệt thời Vũ công. Đại phu Tế Trọng can ngăn nhưng Trịnh Trang công cho là ý của Vũ Khương nên phải tuân theo. Từ đó Cơ Đoàn được làm chúa đất Kinh, hiệu là Thái Thúc, thường được gọi là Kinh Thành Thái thúc hay Thái Thúc Đoàn.

## Tạo phản và bị giết
Vũ Khương ra sức giúp đỡ Cơ Đoàn cướp ngôi nước Trịnh, hứa làm nội ứng cho ông. Được sự hậu thuẫn của quốc mẫu, Cơ Đoàn bắt đầu phát triển thế lực: xây thành mới, tụ tập quân lính và vũ khí, sau lại dụ ấp Tây Bỉ và ấp Bắc Bỉ về theo mình, sau đó lại dụ ấp Lẫm Diên. Trịnh Trang công biết được chuyện đó nhưng giả vờ không chú ý mà ngầm chuẩn bị đề phòng.
Năm 722 TCN, Thái thúc Đoàn với sự giúp sức của Vũ Khương, kéo quân vây Tân Trịnh (kinh đô nước Trịnh). Trịnh Trang công vốn đã có sự chuẩn bị trước, sai Tử Phong mang quân và 200 cỗ xe đánh Thái thúc Đoàn ở đất Kinh. Người đất Kinh thấy quân Trịnh đến bèn phản lại ông. Thái thúc Đoạn bỏ chạy đến ấp Yển, cũng bị Trịnh Trang công đem quân đánh.
Tháng năm năm đó, Thái thúc Đoàn trốn sang ấp Cung, nên gọi là Cung thúc Đoàn. Trịnh Trang công lại đánh ấp Cung nhằm tận diệt ông. Cung thúc Đoàn không chống nổi bèn tự sát. Không rõ năm đó bao nhiêu tuổi.

## Sau khi chết
Con Cung thúc Đoàn là Công tôn Hoạt bỏ chạy sang nước Vệ, cầu cứu Vệ Hoàn công. Vệ Hoàn công mang quân giúp Hoạt cùng đánh Trịnh, chiếm đất Lâm Diên. Trịnh Trang công mượn quân nhà Chu tiến sang nước Vệ, đánh thắng quân Vệ ở Nam Bỉ. Vệ Hoàn công phải xin cầu hòa, cùng nước Trịnh ăn thề.
Về sau, Công tôn Hoạt được phong ở nước Vệ.

## Gia đình
- Cha: Trịnh Vũ công
- Mẹ: Vũ Khương
- Anh: Trịnh Trang công
- Con: Công Tôn Hoạt
- Cháu nội: Công Phụ Định thúc